# Енциклопедия на българската музикална култура
„Енциклопедия на българската музикална култура“ е еднотомна енциклопедия.
Съставена е от редакционна колегия в състав композитора акад. Петко Стайнов, музиковедите ст-н.с. Венелин Кръстев, ст.н.с. Райна Кацарова и секретари Агапия Баларева и Розалия Бикс. Издадена е през 1967 година от Издателството на Българската академия на науките. Зад енциклопедията стои голям авторски колектив от музиковеди, композитори, изпълнители, музикални педагози от Института по музика към БАН.
Енциклопедията е в обем от 466 страници и се състои от два основни раздела: систематичен и азбучен. Систематичният раздел съдържа обзорни статии, посветени на различните аспекти на музикалния живот в България, които имат не само документален, но и оценъчен характер. Азбучният раздел съдържа лексикографски подредени статии за български музикални дейци, оркестри, хорове, оперни театри, ансамбли, организации и институти, свързани с музиката, музикални събития и други. В хронологичен план, енциклопедията основно обхваща събития и явления до средата на 1962 година, като на някои места те са обновявани.
Включени са множество чернобели илюстрации като нотни текстове, фотографии на музикални дейци, хорове, музикални инструменти факсимилета на нотни текстове и документи.